# Округ Ли (Флорида)
Ли (енгл. Lee County) је округ у америчкој савезној држави Флорида. По попису из 2010. године број становника је 618.754.

## Демографија
Према попису становништва из 2010. у округу је живело 618.754 становника, што је 177.866 (40,3%) становника више него 2000. године.
| Група             | 2000.           | 2010.           |
| Белци             | 361.439 (82,0%) | 439.048 (71,0%) |
| Афроамериканци    | 29.035 (6,6%)   | 51.069 (8,3%)   |
| Азијати           | 3.400 (0,8%)    | 8.461 (1,4%)    |
| Хиспаноамериканци | 42.042 (9,5%)   | 113.308 (18,3%) |
| Укупно            | 440.888         | 618.754         |